# Václav Král (istoric)
Václav Král (n. 9 martie 1926, Nepolisy⁠(d), Hradec Králové, Cehia – d. 12 decembrie 1983, Praga, Cehoslovacia) a fost un istoric cehoslovac, specializat în istoria modernă a Cehoslovaciei (în principal în istoria ocupației naziste a Cehoslovaciei și a Mișcării de rezistență din Europa Centrală).
A lucrat mai întâi pe post de cercetător științific la Institutul de Istorie al Academiei Cehoslovace de Științe⁠(d) (1952–1962) și a devenit un expert în istoria ocupației naziste a Cehoslovaciei, iar mai apoi a îndeplinit funcția de director al Institutului de Istorie a Țărilor Socialiste Europene⁠(d) (1964–1968). S-a remarcat în această perioadă printr-o atitudine conservatoare și prosovietică și prin scrierile sale istorice impregnate de ideologie marxist-leninistă, care au neglijat „principiile elementare ale criticii istorice”.
Înlocuit din funcția de director în anul 1968, după alegerea reformistului Alexander Dubček ca prim-secretar al Partidului Comunist din Cehoslovacia și începerea unui proces de liberalizare politică ce a devenit cunoscut sub numele de Primăvara de la Praga, Václav Král a revenit la conducerea Institutului de Istorie a Țărilor Socialiste Europene în anul 1969, după invazia armatelor Pactului de la Varșovia. Numirea sa ulterioară în funcțiile de șef al Catedrei de Istoria Cehoslovaciei de la Facultatea de Filosofie⁠(d) a Universității Caroline din Praga și președinte al Colegiului științific de istorie al Academiei Cehoslovace de Științe l-au făcut să devină autoritatea principală a istoriografiei cehoslovace în perioada de „normalizare”. Sub conducerea lui Král, a fost declanșată la începutul anilor 1970 o epurare masivă a universităților, institutelor de istorie și arhivelor din Cehoslovacia, căreia i-au căzut victime un număr de istorici cehoslovaci.
Václav Král a contribuit în mod semnificativ la stabilirea profilului oficial al științei istorice din Cehoslovacia în cea de-a doua jumătate a secolului al XX-lea și la răspândirea informațiilor istorice în rândul populației. Mai mulți specialiști cehi din perioada postcomunistă îl consideră pe Václav Král un reprezentant de seamă al propagandei regimului comunist din Cehoslovacia, un „falsificator al istoriei” sau un persecutor al istoricilor cehoslovaci care nu s-au conformat ideologiei comuniste.

## Biografie

### Formarea profesională
S-a născut la 9 martie 1926 în satul Nepolisy⁠(d) din districtul Hradec Králové⁠(d) al regiunii Hradec Králové (care făcea parte atunci din Cehoslovacia, iar astăzi din Cehia), în familia muncitorului Václav Král, care lucra la o fabrică de vagoane. A avut o soră, care este menționată în biografiile ulterioare. Václav a învățat la școala primară din Nepolisy (1932–1936) și apoi la Gimnaziul din orașul apropiat Nový Bydžov (1936–1944), fiind un elev destul de bun. Nu și-a putut continua studiile după absolvirea gimnaziului, deoarece a fost repartizat de autoritățile de ocupație germane să presteze muncă silnică la aeroportul din Klecany. După eliberarea Cehoslovaciei și încheierea celui de-al Doilea Război Mondial, a promovat examenul de bacalaureat la 15 septembrie 1945.
S-a înscris în toamna anului 1945 la Facultatea de Filosofie⁠(d) a Universității Caroline din Praga și a urmat acolo studii de istorie și filosofie, avându-i ca profesori pe Václav Chaloupecký, Zdeněk Kalista, Karel Stloukal, Otakar Odložilík, Václav Vojtíšek, Josef Dobiáš, Milada Paulová, František Bauer, Josef Král, Jan Patočka, Jan Blahoslav Kozák și Arnošt Kolman. A obținut note bune la examenele susținute în timpul facultății. În paralel cu studiile, a început să desfășoare o intensă activitate politică: s-a înscris la 1 mai 1946 în Partidul Comunist din Cehoslovacia și a lucrat ca instructor cu probleme de educație în Căminul 5 Mai și formator al persoanelor care doreau să intre în cadrul Partidului Comunist. Motivul aderării sale la ideologia comunistă s-a datorat originii sale modeste și speranței că va putea duce o viață mai bună. Lovitura de stat din Cehoslovacia din 1948 a avut efecte pozitive asupra studiilor universitare ale lui Král: unii profesori (precum Zdeněk Kalista, Karel Stloukal, Otakar Odložilík, František Bauer și Josef Král) au fost destituiți sau au părăsit de bună voie universitatea, fiind înlocuiți cu istorici marxiști ca Václav Husa, Oldřich Říha⁠(d) și Jaroslav Charvát, iar, în urma schimbării personalului didactic, rezultatele academice ale lui Král s-au îmbunătățit considerabil.
Václav Král a absolvit cursurile universitare în anul 1949 și, în vara aceluiași an, a obținut titlul de doctor în filosofie cu teza F. A. Brauner za revoluce a reakce 1848–1849 („F. A. Brauner⁠(d) în timpul Revoluției și Reacției din 1848–1849”), elaborată sub îndrumarea profesorilor Václav Chaloupecký⁠(d) și Oldřich Říha⁠(d) și susținută la 29 iulie 1949. În teza de doctorat a lui Král, politicianul ceh František August Brauner, care a participat la Revoluția de la 1848, a fost descris ca un exponent al burgheziei conservatoare și ca un element contrarevoluționar neinteresat de realizarea unei alianțe cu țărănimea cehă. Cei doi profesori au apreciat activitatea intensă de documentare a lui Václav Král și cercetarea unei game largi de materiale inedite extrase din arhive și din presa contemporană, dar au avut opinii diferite cu privire la interpretarea materialului. Astfel, Oldřich Říha a elogiat aplicarea metodei marxiste în analiza materialului istoric, în timp ce Václav Chaloupecky l-a acuzat pe Král că nu a înțeles personalitatea lui F.A. Brauner – pe care l-a descris în mod părtinitor ca un membru al cercurilor reacționare – și i-a recomandat să refacă teza, dar a recunoscut totuși că teza respectă criteriile riguroase necesare acordării titlului de doctor.

### Cercetător științific
În toamna anului 1949 Václav Král a fost încorporat în armată și în anul 1950, după încheierea perioadei de instrucție, a fost transferat pe post de cercetător la Institutul de Istorie Militară (Vojenský historický ústav), unde a fost angajat definitiv după încheierea stagiului militar. S-a căsătorit la 21 octombrie 1951 cu Drahomíra Jelínková, fiica unui șofer și membră de partid, care a lucrat ca funcționară administrativă în Cehoslovacia. După un an, a fost angajat la 1 octombrie 1952 pe post de cercetător științific la Institutul de Istorie al Academiei Cehoslovace de Științe⁠(d) și a devenit un expert în istoria ocupației naziste a Cehoslovaciei, fiind promovat la 1 ianuarie 1955 în funcția de șef al Departamentului de Istorie Recentă.
Cariera lui Václav Král a luat avânt după înregimentarea sa în rândul istoricilor care și-au asumat rolul de propagandiști politici. Elita conducătoare a Partidului Comunist acorda o mare atenție controlării istoriei și rescrierii ei din perspectiva marxist-leninistă a luptei de clasă. În studiile și articolele istorice publicate în anii 1950 au fost denigrate evoluția Cehoslovaciei în perioada interbelică, politica lui Tomáš Masaryk și Edvard Beneš, legionarii cehoslovaci, Rezistența democratică cehă din perioada ocupației naziste și operele istorice ale lui Josef Pekař, fiind falsificate în mod conștient anumite evenimente istorice. Václav Král s-a remarcat prin radicalismul său și a publicat în anii 1952 și 1953 mai multe studii în care critica politica președinților Masaryk și Beneš, pe care o descria drept „antinațională”, „antipopulară” și „antisovietică”, și o încadra în „planurile imperialiștilor americani de dominare a lumii”.
Václav Král a devenit membru în anul 1952 (și mai târziu președinte) al comisiilor de examen ale diferitelor institute universitare și a început să predea din 1953 cursuri de istoria Cehoslovaciei la Școala Superioară de Pedagogie din Praga și să țină ocazional prelegeri la institutele pedagogice regionale, la școlile de vară de studii slave și la Institutul de Marxism-Leninism de pe lângă Comitetului Central al Partidului Comunist din Cehia. A făcut parte din colectivul de autori care a redactat manualele de istorie publicate în anii 1953–1955 și manualul de istorie a Partidului Comunist, a participat în calitate de consilier la realizarea unor filme istorice precum Osvobození Československa („Eliberarea Cehoslovaciei”) și a colaborat la emisiuni radiofonice și de televiziune.
Interesul său științific a început să se îndrepte din 1953 către Acordul de la München și situația Cehoslovaciei în perioada protectoratului german. În urma cercetării arhivelor, a alcătuit în a doua jumătate a anilor 1950 o lucrare istorică amplă intitulată Otázky hospodárského a sociálního vývoje n ceských zemích n letech 1938–1945 („Probleme ale dezvoltării economice și sociale în ținuturile cehe în anii 1938–1945”), pentru care a fost distins în anul 1958 cu un premiu al Clubului Luptătorilor Antifasciști și în anul 1960 cu Premiul de stat „Klement Gottwald”⁠(d). Rezultatele acestei cercetări au fost prezentate în comunicarea rostită de Václav Král la Congresul științific internațional organizat în octombrie 1958 la Praga, cu prilejul comemorării a 20 de ani de la încheierea Acordului de la München, de Institutul de Istorie al Academiei Cehoslovace de Științe în colaborare cu Universitatea Carolină și cu Institutul de Istorie a Partidului Comunist din Cehoslovacia. Král a prezentat referatul „15 ani, Cehoslovacia democrat-populară” în deschiderea sesiunii științifice internaționale, care fost organizată de Institutul de Istorie al Academiei Cehoslovace de Științe, Institutul de Istorie al Academiei Slovace, Institutul de Istorie a Partidului de pe lângă Comitetul Central al Partidului Comunist Cehoslovac și Institutul de Istorie a Partidului de pe lângă Comitetul Central al Partidului Comunist Slovac în perioada 3—5 mai 1960 la Bratislava și la Smolenice, cu ocazia aniversării a 15 ani de la eliberarea Cehoslovaciei de sub ocupația Germaniei Naziste.

### Director al Institutului de Istorie

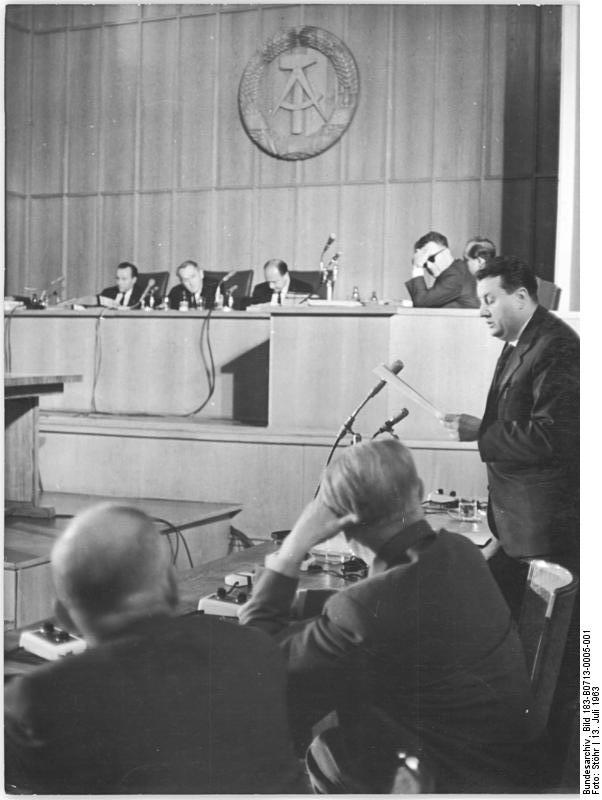
Václav Král depunând mărturie la lui (13 iulie 1963)

Poziția autorităților comuniste cehoslovace față de istoria recentă a țării a început să se schimbe la începutul anilor 1960, când criticile la adresa lui T.G Masaryk, a lui Edvard Beneš și a Legiunii Cehoslovace s-au diminuat mult și a început să se manifeste o tendință de revizuire a politicii cehoslovace din perioada interbelică. Václav Král a fost numit în anul 1964 în funcția de director al Institutului de Istorie a Țărilor Socialiste Europene⁠(d) de pe lângă Academia Cehoslovacă de Științe⁠(d) (ČSAV), în locul istoricului Jaroslav Vávra, care îl condusese multă vreme. A îndeplinit funcția de director al institutului în perioada 1964–1968, imprimându-i în acest timp o orientare unilaterală prosovietică, și, în acest timp, a publicat 31 de studii despre Acordul de la München și perioada protectoratului german și a contribuit la opt antologii, cercetând un număr mare de surse inedite.
În contextul ideologic al Războiului Rece, el a fost audiat, în calitate de expert, la procesul⁠(d) lui Hans Globke⁠(d), fost funcționar superior în Biroul pentru Afaceri Evreiești al Ministerului de Externe⁠(d) al Germaniei Naziste, care a fost judecat în iulie 1963 în Berlinul de Est de Curtea Supremă de Justiție⁠(d) a Republicii Democrate Germane. Globke, care deținea în acel moment funcția de șef al Cancelariei Federale⁠(d) a Republicii Federale Germania și era judecat în lipsă⁠(d), a fost acuzat că a contribuit la „germanizarea” teritoriilor ocupate de naziști și la impunerea acolo a unor politici rasiale. Václav Král a confirmat că semnătura lui Globke se află pe Tratatul privitor la naționalitate, pe care Germania Nazistă l-a impus Cehoslovaciei la 20 noiembrie 1938, și a declarat că Globke a fost unul dintre funcționarii naziști de rang înalt care s-a ocupat după ocuparea Cehoslovaciei în împărțirea populației fostului stat în „supuși germani” și „supuși ai protectoratului”. El a acordat, de asemenea, un interviu despre Globke la Deutscher Fernsehfunk, pentru care a fost plătit cu 240 de mărci. Globke a fost condamnat în contumacie la 23 iulie 1963 la închisoare pe viață „pentru crime de război continue comise cu complicitate și crime împotriva umanității în combinație parțială cu crima”. Judecarea lui Globke a fost denunțată la 10 iulie 1963 de guvernul vest-german ca un proces spectacol.
În paralel, Král a ținut prelegeri în anii 1967–1970 la Facultatea de Științe ale Educației și Jurnalism a Universității Caroline. În calitate de director al Institutului de Istorie a Țărilor Socialiste Europene a făcut parte din delegația istoricilor cehoslovaci participanți la simpozionul româno-cehoslovac pe tema relațiilor istorice dintre cele două popoare, care a fost convocat la inițiativa profesorului Josef Macůrek (1901–1992) și a avut loc în decembrie 1967 la București. Tânărul istoric român Lucian Boia, care a prezentat acolo o comunicare cu privire la reflectarea raporturilor dintre români, cehi și slovaci în presa românească din Transilvania din ultimele două decenii ale secolului al XIX-lea, l-a cunoscut cu acel prilej pe Král, pe care l-a descris ca fiind un „comunist de încredere”.
Relaxarea treptată a politicii comuniste în cursul anilor 1960 a adus primele critici la adresa operei istorice a lui Král, care au fost publicate în anul 1964 în revista științifică Dějiny a současnost sub semnătura tânărului istoric Emanuel Mandler. În același an a intrat într-un conflict cu Gustáv Husák, fost membru al Comitetului Central al Partidului Comunist din Cehoslovacia, ca urmare a unei recenzii critice dure făcute cărții Svedectvo o Slovenskom národnom povstaní („Mărturii despre Revolta Națională Slovacă”, 1964) a lui Husák; Král l-a acuzat pe Husák că a săvârșit erori de raționament și că a încercat să revizuiască și să condamne ideile dogmatice din istoriografia cehoslovacă a anilor 1950. Această recenzie critică intitulată „O Husákově svědectví trochu jinak” („Unele diferențe cu privire la mărturia lui Husák”) a stârnit indignarea istoricilor cehi și slovaci care i-au reproșat lui Král că se opune procesului de reînnoire a societății cehoslovace și că vrea să reînvie politica istoriografică din anii 1950, iar unii dintre ei au ajuns să creadă că scrierea ei fusese făcută la ordinul prim-secretarului Antonín Novotný.
La 29 martie 1968, după alegerea reformistului Alexander Dubček ca prim-secretar al Partidului Comunist din Cehoslovacia și începerea unui proces de liberalizare politică ce a devenit cunoscut sub numele de Primăvara de la Praga, Václav Král a demisionat din funcția de director și a fost înlocuit de Macůrek la conducerea Institutului de Istorie a Țărilor Socialiste Europene, care a fost redenumit Institutul de Istorie a Europei de Est. Král a perceput eforturile de reformă din ultimii ani ca pe un atac împotriva statului socialist, a poziției de conducere a Partidului Comunist, a dictaturii proletariatului și al rolului istoric al clasei muncitoare, așa cum reiese din raportul „Proletářský internacionalismus a vlastenectví” („Internaționalismul proletar și patriotismul socialist”), pe care l-a prezentat la ședința de înființare a Frontului de Stânga din 3 și 4 octombrie 1970, și a susținut intervenția militară a Pactului de la Varșovia, pe care a denumit-o „ajutor internațional” pentru înăbușirea „contrarevoluției” din Cehoslovacia.
Susținerea nedisimulată a eforturilor de reformă a regimului comunist din perioada Primăverii de la Praga a determinat, în perioada de „normalizare”, retragerea profesorului Macůrek din funcția de director al Institutului de Istorie a Europei de Est în anul 1969 și apoi pensionarea sa forțată în anul 1970, înainte de împlinirea vârstei de 70 de ani. Josef Macůrek, care a încercat să limiteze influența istoricilor prosovietici Václav Král și Čestmír Amort în cadrul institutului, a fost considerat de noile autorități comuniste ca o persoană care nu oferea „garanții de aplicare a liniei corecte a partidului și a muncii de cadre”. Král, care fusese în acest timp director adjunct, a revenit în septembrie 1969 la conducerea Institutului de Istorie a Țărilor Socialiste Europene, ce a fost transformat în Institutul Cehoslovaco-Sovietic. După revenirea sa, Král a declanșat o epurare majoră a institutului de persoanele indezirabile și a propus desființarea unor departamente întregi (departamentul de științe naturale și tehnologie și departamentul de geografie istorică).

### Promovarea la nivel înalt
Poziția conservatoare și prosovietică a lui Václav Král a stat la baza numirii sale în anul 1970 în funcția de șef al Catedrei de Istoria Cehoslovaciei de la Facultatea de Filosofie a Universității Caroline din Praga. Ulterior, în decembrie 1974, i s-a încredințat funcția de președinte al Colegiului Științific de Istorie al Academiei Cehoslovace de Științe, care avea sarcina de a coordona și supraveghea toate institutele de istorie aflate în subordinea Academiei Cehoslovace. A îndeplinit, de asemenea, funcțiile de președinte al Societății de Istorie a Cehoslovaciei, membru al consiliului științific al Facultății de Filosofie a Universității Caroline, membru al comitetului redacțional al mai multor reviste de specialitate și al editurii Svoboda, redactor executiv al revistei științifice Československý časopis historický⁠(d), președinte al comisiei de doctorat pentru susținerea tezelor de istoria Cehoslovaciei la Colegiul Științific de Istorie al Academiei Cehoslovace de Științe și la Facultatea de Filosofie a Universității Caroline, membru al comisiei cehe de acordare a titlurilor de doctor, președinte al părții cehoslovace a Comisiei de istorie cehoslovaco-est-germane și membru al Comisiei de istorie cehoslovaco-sovietice. Václav Král a devenit astfel un om forte al regimului comunist în perioada de „normalizare” și, în același timp, un exponent principal al propagandei politice.
Începând din 1970, sub conducerea lui Král, a fost declanșată o epurare masivă a universităților, institutelor de istorie și arhivelor din Cehoslovacia, căreia i-au căzut victime, în principal, istoricii tineri formați în anii 1950 și 1960. Broșura Acta Persecutionis, alcătuită la Praga și prezentată într-o formă tipărită la Congresul al XIV-lea de Științe Istorice de la San Francisco din 1975, menționează 145 de istorici cehoslovaci care au fost înlăturați din universități, institute de cercetare și arhive și li s-a interzis nu numai să publice, ci, de asemenea, să frecventeze bibliotecile și arhivele pentru a se documenta pe cont propriu. Numeroși istorici au fost nevoiți să presteze munci fizice ca fochiști, spălători de geamuri sau muncitori în fabrici, în timp ce câțiva ca Milan Hübl, Jaroslav Mezník și Jan Tesař au fost întemnițați. În acest timp, Václav Král a călătorit de mai multe ori în Occident și a participat la Congresele Internaționale de Științe Istorice de la Moscova (1970) și San Francisco (1975) și la conferința mișcării Pugwash, care a avut loc în 1972 la Oxford. A continuat să scrie lucrări despre Acordul de la München, despre perioada protectoratului german și despre relațiile cehoslovaco-sovietice. În plus, a criticat eforturile de reînnoire din anii 1960 în lucrările Od ledna do srpna 1968 („Din ianuarie până în august 1968”, 1969) și Ke kritice našeho dějepisectví („Spre o critică a istoriografiei noastre”, 1973) și a condamnat încercările de schimbare a orientării marxist-leniniste a istoriografiei interne în lucrarea Myšlenkový svět historie („Lumea gândirii istorice”, 1974).
În ciuda deținerii unei poziții de autoritate pe plan științific, Václav Král a fost promovat abia în anul 1976 la rangul de profesor universitar titular, ca urmare a conflictului său din trecut cu Gustáv Husák. În cele din urmă, eforturile făcute de Král pentru dezvoltarea relațiilor cehoslovaco-sovietice au fost recunoscute prin decorarea sa cu Medalia de aur „V.I. Lenin” de către Sovietul Suprem al URSS (1972) și apoi prin conferirea titlului de doctor honoris causa al Universității Lomonosov din Moscova (1981). Cu toate acestea, istoricii neaserviți regimului comunist au condamnat atât atitudinea conservatoare și dogmatică a lui Král, în calitatea sa de coordonator al istoriografiei cehoslovace, cât și scrierile sale, care s-au făcut remarcate prin „neglijarea principiilor elementare ale criticii istorice”. I s-au reproșat „pozițiile sale simplificatoare antibritanice și prosovietice, ostilitatea față de Beneš și abordarea sa de clasă în alb-negru”. Istoricul canadian Harold Gordon Skilling, un cunoscător al istoriei Cehoslovaciei și un susținător al mișcării dizidente Carta 77, îl descria pe Král drept „unul dintre cei mai conservatori și dogmatici dintre istoricii de stil vechi”.
Václav Král a fost căsătorit și a avut copii. Sănătatea sa s-a deteriorat brusc la începutul anilor 1980, iar Král și-a întrerupt activitatea și a urmat timp de un an un tratament la centrul balnear din orașul Bechyně și apoi la Spitalul Militar din Praga. A revenit pentru o scurtă perioadă la Facultate, dar, în cele din urmă, a decedat în 12 decembrie 1983, la vârsta de 57 de ani. În necrologul publicat în anul 1984 în revista Československý časopis historický, istoricul Karel Herman (1921–1991) îi făcea următorul portret: „Václav Král a fost, fără îndoială, o personalitate științifică unică. El a avut propria sa idee cu privire la munca istorică și propria sa concepție cu privire la dezvoltarea științelor istorice și misiunea lor, care nu era lipsită de generozitate. Personalitatea sa explozivă a avut însă adesea dificultăți în a face față judecății colective. Cu toate acestea, entuziasmul său față de necesitățile științei istorice, extraordinara sa activitate științifică, organizatorică și pedagogică trebuie apreciate”. Soția lui încă mai trăia în aprilie 2009, când studentul Roman Šperňák de la Universitatea Boemiei de Sud din České Budějovice a efectuat o vizită de documentare în satul Nepolisy.

## Activitatea publicistică
Václav Král este autorul a 50 de monografii și a peste 200 de studii și articole și coautor a aproximativ două duzini de lucrări colective. Domeniul principal de cercetare al lui Václav Král l-a constituit istoria modernă a Cehoslovaciei, îndeosebi istoria ocupației naziste a Cehoslovaciei și a Mișcării de rezistență din Europa Centrală, pe care a prezentat-o de pe pozițiile internaționalismului proletar. În lucrările sale, Král a condamnat cu virulență atitudinea social-politică a burgheziei interne, ideologia fascistă și „imperialismul” mondial. Cea mai importantă lucrare a sa este Otázky hospodárského a sociálního vývoje n ceských zemích n letech 1938–1945 („Probleme ale dezvoltării economice și sociale în ținuturile cehe în anii 1938–1945”, 1957–1959), care a susținut că acceptarea Acordului de la München de către statele capitaliste democrate s-a datorat unor interese economice precum „legăturile capitalului german cu cel ceh, interesele capitalurilor anglo-franco-americane, și îndeosebi atitudinea capitaliștilor cehoslovaci, care au preferat pactizarea cu concernele lui Göring și predarea «patriei» lor patronilor de peste granițe decît să accepte alianța cu propriul lor popor și cu U.R.S.S.”. Potrivit lui Václav Král, integritatea teritorială a Cehoslovaciei putea fi apărată de Uniunea Sovietică, ca urmare a unui pact de asistență mutuală încheiat în 1935, dar „guvernul burghez al Cehoslovaciei a refuzat acest sprijin, a capitulat și a renunțat să se împotrivească, trădînd astfel interesele naționale ale țării și devenind, în felul acesta, complice al agresorilor fasciști”. Král susținea că politica Germaniei Naziste în teritoriile ocupate ale Cehoslovaciei urmărea: 1) preluarea în stăpânirea germană a industriei, comerțului și agriculturii din acele teritorii, 2) germanizarea teritoriului ceh prin colonizări de etnici germani, transformarea limbii germane în limbă oficială și desființarea treptată a școlilor cehe și 3) exterminarea totală a națiunii cehe prin asimilare și deportări.
Alte lucrări importante scrise de Václav Král au fost O Masarykově a Benešově kontrarevoluční protisovětské politice („Despre politica contrarevoluționară antisovietică a lui Masaryk și Beneš”, 1953), Intervencní válka ceskoslovenské burzoasie proti Madarské Sovetské Republice n roce 1919 („Războiul de intervenție al burgheziei cehoslovace împotriva Republicii Sovietice Ungare în anul 1919”, 1954), Chteli nás vyhubit („Au vrut să ne extermine”, 1961), Cestou k Únoru („Pe drumul spre Februarie”, 1963), Die Deutschen in der Tschechoslowakei 1933–1947 : Dokumentensammlung („Germanii în Cehoslovacia 1933–1947: colecție de documente”, 1964), Das Abkommen von München 1938 : tschechoslowakische diplomatische Dokumente 1937–1939 („Acordul de la München din 1938: documente diplomatice cehoslovace 1937–1939”, 1968), "Plán Zet" („Planul Z”, 1973), Dny které otřásly Československem („Zilele care au zguduit Cehoslovacia”, 1975) și Osvobození Československa („Eliberarea Cehoslovaciei”, 1975).
Apariția studiului istoric „Rumunsko a průchod Rudé armády na pomoc Československu v roce 1938” („România și trecerea Armatei Roșii în ajutorul Cehoslovaciei în anul 1938”), publicat de Václav Král în anul 1966 în periodicul Slovanský přehled⁠(d), a provocat o controversă la vremea sa. Král a criticat în acel studiu schimbarea politicii externe a României ce a survenit după înlăturarea din funcție în august 1936 a ministrului de externe Nicolae Titulescu și a evidențiat sprijinul insuficient al României pentru Cehoslovacia (care era un stat aliat, membru al Micii Înțelegeri) în contextul agresiunii Germaniei Naziste. Deși autorul studiului afirmă la un moment dat că, „în timpul sesiunii Consiliului Micii înțelegeri de la Sinaia, partea cehoslovacă a încercat să clarifice poziția română în problema trecerii Armatei roșii” și că „s-a făcut și un anumit progres; s-a arătat că România ar suporta prin tăcere survolul avioanelor sovietice, dar ar opune rezistență trecerii armatelor terestre” (p. 335), concluzia sa finală este că „evenimentele din Europa centrală au evoluat pe asemenea căi încît întreaga argumentație cu privire la trecerea Armatei roșii pe teritoriul român și-a pierdut din importanță” (p. 338). Istoricii români au susținut că Václav Král a tras „anumite concluzii eronate [...] cu privire la poziția României” și au afirmat, cu ajutorul unor documente din arhiva Ministerului de Externe, că „există suficiente dovezi care confirmă poziția pozitivă a României față de întărirea Micii înțelegeri și sprijinirea Cehoslovaciei”. În plus, în virtutea celor prevăzute în acordul româno-sovietic, guvernul României a permis transportarea de către URSS, prin spațiul aerian al României, a unui număr semnificativ de avioane către Cehoslovacia.

## Imaginea publică
Poziția de autoritate pe care a deținut-o Václav Král în epoca regimului comunist și asocierea sa cu persecuțiile politice la adresa istoricilor cehoslovaci care nu se conformau ideologiei oficiale au contribuit la crearea unei imagini negative a lui Václav Král. Istoricii cehi care au avut relații personale cu Král și au trecut printr-o serie de experiențe neplăcute i-au conturat o imagine de propagandist al regimului comunist din Cehoslovacia, de „falsificator al istoriei” sau de persecutor al istoricilor cehoslovaci care nu au urmat linia sa prosovietică. Cu toate acestea, nu s-a scris mult timp nicio lucrare semnificativă despre viața, opera și moștenirea sa, iar informațiile biografice despre Král sunt găsite doar în dicționare, în necrologuri sau în unele studii dedicate istoriografiei din perioada comunistă.
Lucrările istorice sau memorialistice ale celor care l-au cunoscut sunt afectate emoțional de experiențele personale și îi conturează o imagine întunecată. Autorii lor sunt în principal istorici cehi care au suferit persecuții după stoparea reformelor din perioada Primăverii de la Praga și invadarea Cehoslovaciei de către armatele Pactului de la Varșovia și care, după Revoluția de catifea, au construit o viziune personală a istoriografiei cehe. Astfel, istoricul Josef Hanzal (1934–2002) oferă unele informații despre cariera profesională a lui Král în lucrarea Cesty české historiografie 1945–1989 (1999) și îl plasează în contextul istoriografiei cehe de la începutul anilor 1950, evidențiindu-i doar acțiunile negative pe care le-a realizat în funcțiile sale de conducere. Scrierea unei istorii amănunțite și obiective a istoriografiei cehoslovace din perioada comunistă a fost amânată mult timp din cauza reticenței istoricilor de a dezvălui unele evenimente pe care doreau să le uite.

## Onoruri
- Premiul de stat „Klement Gottwald”⁠(d)[7][8][12] (1960)[7]
- Medalia de aur „V.I. Lenin” (1972)[8][63]
- Ordinul „Pentru merit în construcția socialismului”⁠(d) (1977)[8][12]
- Medalia de aur „Fr. Palacký” a Academiei Cehoslovace de Științe[12]
- titlul de doctor honoris causa al Universității Lomonosov din Moscova (1981)[8][12][64]

## Lucrări (selecție)

### Monografii
- Beneš a obrana štátu („Beneš și apărarea statului”), Tatran, Bratislava, 1952. 41 p.
- Revolucionáři našich krajů („Revoluționarii din regiunile noastre”), Osvěta, Praga, 1952. 30 p.
- O Masarykově a Benešově kontrarevoluční protisovětské politice („Despre politica contrarevoluționară antisovietică a lui Masaryk și Beneš”), SNPL, Praga, 1953. 234 p.
- Dokumenty o protilidové a protinárodní politice T. G. Masaryka („Documente despre politica antipopulară și antinațională a lui T. G. Masaryk”), Orbis, Praga, 1953. 269 p.
- Od minulosti k socialistické budoucnosti vesnice („De la trecut la viitorul socialist al satului”), Praga, 1953.
- Intervencní válka ceskoslovenské burzoasie proti Madarské Sovetské Republice n roce 1919 („Războiul de intervenție al burgheziei cehoslovace împotriva Republicii Sovietice Ungare în anul 1919”), Praga, 1954.
- A csehszlovák burzsoázia intervenciós háborúja a Magyar Tanácsköztársaság ellen 1919-ben („Războiul de intervenție al burgheziei cehoslovace împotriva Republicii Sovietice Ungare din 1919”), Szikra Könyvkiadó, Budapesta, 1956. 283 p.
- Otázky hospodárského a sociálního vývoje n ceských zemích n letech 1938–1945 („Probleme ale dezvoltării economice și sociale în ținuturile cehe în anii 1938–1945”), vol. 1.
- Politické strany a Mnichov („Partidele politice și Münchenul”), Nakladatelství Svobodného slova, Praga, 1961. 226 p. (ed. a II-a, publicată sub titlul Chteli nás vyhubit („Au vrut să ne extermine”), Praga, 1961).
- Pravda o okupaci („Adevărul despre ocupație”), Praga, 1962;
- Cestou k Únoru: Dokumenty. z archivních materiálů vybral, uspořádal a úvodní studii napsal Václav Král („Pe drumul spre Februarie: documente din materialele de arhivă selectate și organizate de Václav Král”), ed. I, Svobodné slovo⁠(d), Praga, 1963. 433 p. – studiu introductiv scris de Václav Král, cuvânt înainte alcătuit de Luděk Kapitola⁠(d) și Bohuslav Kučera⁠(d)
- Die Deutschen in der Tschechoslowakei 1933–1947 : Dokumentensammlung („Germanii în Cehoslovacia 1933–1947: colecție de documente”, Nakladatelství Československé akademie věd, Praga, 1964. 663 p. – compilat, cu prefață și note de Václav Král
- Zločiny proti Evropě („Crime împotriva Europei”), ed. I, Naše vojsko⁠(d), Praga, 1964. 440, [3] p., [16] p. fotografii; 8° (Dokumenty. Edice SPB, vol. 126), 8000 de exemplare
- Das Abkommen von München 1938 : tschechoslowakische diplomatische Dokumente 1937–1939 („Acordul de la München din 1938: documente diplomatice cehoslovace 1937–1939”), Academia, Praga, 1968. 269 p. – compilat, cu prefață și note de Václav Král, prefață tradusă în germană de Adolf Schebek
- Od ledna do srpna 1968 („Din ianuarie până în august 1968”), ÚV SČSP, Praga, 1969. 110 p.
- Válka, vítězství nad fašismem, poválečný vývoj („Război, victorie asupra fascismului, dezvoltare postbelică”), ÚV SČSP, Praga, 1970.
- Lenin a současnost („Lenin și prezentul”), Levá fronta, Praga, 1970. 15 p.
- Od januára do augusta 1968 („Din ianuarie până în august 1968”), Zväz československo-sovietskeho priatelstva, Bratislava, 1970. 109 p.
- Spojenectví československo-sovětské v evropské politice 1935–1939 („Alianța cehoslovaco-sovietică în politica europeană 1935–1939”), Academia, Praga, 1970. 483 p.
- Zářijové dny 1938 („Zilele lui septembrie 1938”), Svoboda, Praga, 1971. 164 p.
- Cesta k leninismu : prameny k dějinám KSČ v letech 1921–1929 („Drumul către leninism: surse pentru istoria Partidului Comunist în anii 1921–1929”), Academia, Praga, 1971. 393 p.
- Československo a Sovětský svaz 1917–1971 („Cehoslovacia și Uniunea Sovietică 1917–1971”), Praga, 1971. 94 p.
- Mládež a problémy proletářského internacionalismu („Tineretul și problemele internaționalismului proletar”), Praga, 1971.
- O marxistickou koncepci národních dějin. svazek I, Výběr statí z let 1921–1946 („Despre concepția marxistă cu privire la istoria națională. Vol. I: Selecție de articole din anii 1921–1946”), Československo-sovětský institut ČSAV, Praga, 1971. 340 p. – alcătuit de Václav Král
- Lenin, leninismus a sovětské zkušenosti ve výstavbě socialismu u nás („Lenin, leninismul și experiența sovietică în construcția socialismului în țara noastră”), Praga, 1972. 115 p.
- Historiografie, její retrospektivy a perspektivy („Istoriografia, retrospectivele și perspectivele ei”), Čs.-sovět. institut ČSAV, Praga, 1973. 200 p.
- Rudé odbory 1922–1939 : dokumenty, materiály, stati („Sindicatele roșii 1922–1939: documente, materiale, state”), Praga, 1973. 631 p. – alcătuit de Václav Král
- Ke kritice našeho dějepisectví („Spre o critică a istoriografiei noastre”), ČSAV, Praga, 1973.
- "Plán Zet" („Planul Z”), Naše vojsko⁠(d), Praga, 1973. 235 p.
- Myšlenkový svět historie („Lumea gândirii istorice”), Univerzita Karlova, Praga, 1974. 206 p.
- Osvobození Československa („Eliberarea Cehoslovaciei”), Praga, 1975. 428 p.
- Dny které otřásly Československem („Zilele care au zguduit Cehoslovacia”), Praga, 1975. 332 p.
- Již nikdy Mnichov: mnichovský diktát 1938 a Československo („Niciodată din nou Münchenul: Dictatul de la München din 1938 și Cehoslovacia”), ČSPB, Praga, 1978. 46 p.
- Dokumenty a materiály k dějinám československo-sovětských vztahů. Díl 3, Červen 1934 – březen 1939 („Documente și materiale despre istoria relațiilor cehoslovaco-sovietice. Partea 3: iunie 1934 – martie 1939”), Academia, Praga, 1979 – editat de Václav Král.
- Zdeněk Nejedlý a Gollova škola („Școala lui Zdeněk Nejedlý⁠(d) și Goll⁠(d)”), Univerzita Karlova, Praga, 1986. 191 p. (Acta Universitatis Carolinae. Philosophica et Historica. Monographia, vol. 89.)

### Articole
- „F. A. Brauner za revoluce a reakce 1848–1849” („F. A. Brauner⁠(d) în timpul Revoluției și Reacției din 1848–1849”). // Sborník archivních prací. Ministerstvo vnitra, Praga, anul 2, nr. 1, 1952, pp. 123–190
- „Recenze: Zahraniční politika a diplomacie německého imperialismu koncem 19.století Jerusalimskij, A. S.м Praha : Mír-DP, 1952” („Recenzie: Zahraniční politika a diplomacie německého imperialismu koncem 19.století Jerusalimskij, A. S.м⁠(d) Praha : Mír-DP, 1952”) // Československý časopis historický⁠(d), anul 1 [51], nr. 4, 1953, pp. 512–515
- „Recenze: Wilsonovská legenda v dějinách ČSR Hájek, Jiří S. Praha : Státní nakladatelství politické literatury, 1953” („Recenzie: Wilsonovská legenda v dějinách ČSR Hájek, Jiří S.⁠(d) Praha : Státní nakladatelství politické literatury, 1953”) // Československý časopis historický⁠(d), anul 1 [51], nr. 4, 1953, pp. 512–515
- „Recenze: Zur Justiz im Dritten Reich Helmut Heiber 1955 Vierteljahrshefte für Zeitgeschichte., München : Institut für Zeitgeschichte, 0042-5702, Roč. 3, č. 3 (1955), s. 275–296” („Recenzie: Zur Justiz im Dritten Reich Helmut Heiber⁠(d) 1955 Vierteljahrshefte für Zeitgeschichte., München : Institut für Zeitgeschichte, 0042-5702, anul 3, nr. 3 (1955), pp. 275–296”) // Československý časopis historický⁠(d), anul 3 [53], nr. 4, 1955, pp. 710–711
- „Československo a Mnichov” („Cehoslovacia și München”). // Československý časopis historický⁠(d). Historický ústav ČSAV, Praga, anul 7 [57], nr. 1, 1959, pp. 25–48
- „Politica de distrugere a natiunii cehe dusă de ocupanții fasciști în anii celui de-al doilea război mondial” (capitolul II din lucrarea Problemele evoluției sociale și economice din țările cehe în anii 1938–1939, apărută în 1957), în Academia Republicii Populare Romîne, Secția de Științe Istorice și Institutul de Istorie din București, Studii. Revistă de istorie, Editura Academiei Republicii Populare Romîne, București, anul XIV, nr. 1, 1961, pp. 23–49 – traducere din cehă de Tr. Ionescu-Nișcov
- „Odsun Němců ze slovanských zemí a dnešní revanšisté” („Expulzarea germanilor de pe pământurile slave și revanșiștii de astăzi”). // Slovanský přehled⁠(d). Slovanský ústav Československé akademie, Praga, anul 48, nr. 1, 1962, pp. 6–8
- „Slovanské národy a Slovensko v německé politice 1939–1945” („Națiunile slave și Slovacia în politica germană din 1939–1945”). // Slovanský přehled⁠(d). Academia, Praga; Ústav jazyků a literatur ČSAV; Ústav dějin evropských socialistických zemí ČSAV, anul 50, nr. 4, 1964, pp. 193–205
- „Kritické zářijové dny” („Zile critice de septembrie”). // Slovanský přehled⁠(d). Academia, Praga, anul 54, nr. 5, 1968, pp. 369–385
- „Rumunsko a průchod Rudé armády na pomoc Československu v roce 1938” („România și trecerea Armatei Roșii în ajutorul Cehoslovaciei în anul 1938”). // Slovanský přehled⁠(d). Ústav dějin evropských socialistických zemí ČSAV, Praga, anul 52, nr. 6, 1966, pp. 330–338
- „Moskevský impuls” („Impulsul venit de la Moscova”). // Slovanský přehled⁠(d). Academia, Praga, anul 57, nr. 6, 1971, pp. 449–456. [Al VII-lea congres al Cominternului din 1933 de la Moscova]
- „Historická věda v socialistické společnosti” („Știința istorică în societatea socialistă”). // Československý časopis historický⁠(d) / Ústav československých a světových dějin ČSAV, Praga, anul 20 [70], nr, 5. 1972, pp. 706–729. [Prezentat la o reuniune comună a Colegiului Științific de Istorie al Academiei Cehoslovace de Științe și a Colegiului Științific al Academiei Slovace de Științe de la Smolenice din 14 iunie 1972, precum și la o reuniune comună a Institutului Cehoslovac de Științe și Tehnologie și a Departamentului de Istorie Cehoslovacă a Facultății de Filosofie a Universității Caroline la 19 iunie 1972.]
- „O marxistickou koncepci národních dějin” („Despre concepția marxistă a istoriei naționale”). // Slovanský přehled⁠(d). Academia, Praga, anul 58, nr. 2, 1972, pp. 123–126. [col. „Teoretické problémy historie. Sborník statí” îngrijită de Václav Král. Academia, Praga, 1927. 2 vol. 459 p.]
- „O marxistickou koncepci národních dějin” („Despre concepția marxistă a istoriei naționale”). // Slovanský přehled⁠(d). Academia, Praga, anul 59, nr. 2, 1973, pp. 97–111
- „Revanšistické dějepisectví o československé historii” („Istoriografia revanșistă despre istoria Cehoslovaciei”). // Slezský sborník⁠(d) = Acta Silesiaca, anul 71, nr. 1, 1973, pp. 1–13
- „Česko-sovětské vztahy v období příprav Slovenského národního povstání” („Relațiile ceho-sovietice în timpul pregătirii Insurecției naționale slovace”). // Slovanský přehled⁠(d). Academia, Praga, anul 60, nr. 4, 1974, pp. 273–29
- „Anglická politika před schůzkou v Berchtesgadenu v září 1938. Příspěvek k historii mnichovské dohody” („Politica engleză înainte de întâlnirea de la Berchtesgaden din septembrie 1938. O contribuție la istoria Acordului de la München”). // Československý časopis historický⁠(d). Ústav československých a světových dějin ČSAV, Praga, anul 21 [71], nr. 4, 1973, pp. 498–526
- „Smlouva československo-sovětská v roce 1943” („Tratatul cehoslovaco-sovietic din 1943”). // Slovanský přehled⁠(d). Academia, Praga, anul 59, nr. 6, 1973, pp. 449–455
- „V. kongres historiků NDR” („La Congresul Istoricilor din RDG”). // Slovanský přehled⁠(d). Academia, Praga, anul 59, nr. 1, 1973, pp. 84–86. [Dresda, 12–15.12.1972]
- „Zamyšlení nad půlstoletím SSSR” („Reflecții asupra unei jumătăți de secol a URSS”). // Slovanský přehled⁠(d). Academia, Praga, anul 59, nr. 1, 1973, pp. 1–7
- „Do dalšího desetiletí” („Până în următorul deceniu”). // Slovanský přehled⁠(d). Academia, Praga, anul 60, nr. 2, 1974, pp. 97–99
- „Historická literatura o Mnichovu 1938” („Literatura istorică despre München 1938”). // Československý časopis historický⁠(d) / Ústav československých a světových dějin ČSAV, Praga, anul 22 [72], nr. 1, 1974, pp. 31–56
- „Západ a Slovenské národní povstání” („Occidentul și Insurecția națională slovacă”). // Československý časopis historický⁠(d) / Ústav československých a světových dějin ČSAV, Praga, anul 23 [73], nr. 1, 1975, pp. 51–74
- „K otázce mezinárodních souvislostí Pražského povstání v květnu 1945 výňatek z práce "Osvobození Československa", kterou vydává nakladatelství Academia. [Část 1]” („Despre chestiunea contextului internațional al Insurecției din Praga din mai 1945, extras din lucrarea Osvobození Československa, apărută la editura Academia. [Partea I]”) // Československý časopis historický⁠(d) / Křížek, Jurij⁠(d); Neckářová, Libuše⁠(d); Cesar, Jaroslav⁠(d); Hroch, Miroslav⁠(d); Hrozienčík, Jozef⁠(d); Janáček, Josef⁠(d); Král, Václav; Kropilák, Miroslav⁠(d); Kučera, Matúš⁠(d); Matula, Vladimír⁠(d); Peša, Václav⁠(d); Purš, Jaroslav⁠(d). Ústav československých a světových dějin ČSAV, Praga, 1975, 944 p., 0045-6187, anul 23 [73], nr. 2. 1975, pp. 161–189
- „K otázce mezinárodních souvislostí Pražského povstání v květnu 1945. [Část 2. dokončení]” („Despre chestiunea contextului internațional al Insurecției din Praga din mai 1945. [Partea a II-a: Finalizare]”) // Československý časopis historický⁠(d) / Křížek, Jurij⁠(d); Neckářová, Libuše⁠(d); Cesar, Jaroslav⁠(d); Hroch, Miroslav⁠(d); Hrozienčík, Jozef⁠(d); Janáček, Josef⁠(d); Král, Václav; Kropilák, Miroslav⁠(d); Kučera, Matúš⁠(d); Matula, Vladimír⁠(d); Peša, Václav⁠(d); Purš, Jaroslav⁠(d). Ústav československých a světových dějin ČSAV, Praga, 1975, 944 p., 0045-6187, anul 23 [73], nr. 3, 1975, pp. 349–376
- „Pražské povstání v kontextu národní a demokratické revoluce” („Insurecția din Praga în contextul revoluției naționale și democratice”). // Slovanský přehled⁠(d). Academia, Praga, anul 61, nr. 4, 1975, pp. 241–254.
- „Přínos Slovenského národního povstání ke vztahům československo-sovětským” („Contribuția Insurecției naționale slovace la relațiile cehoslovaco-sovietice”). // Slovanský přehled⁠(d). Academia, Praga, anul 61, nr. 1, 1975, pp. 1–29
- „V předvečer Pražského povstání: vytvoření první vlády národní fronty: Moskva, březen 1945” („În ajunul Insurecției din Praga: crearea primului guvern al Frontului Național: Moscova, martie 1945”). // Slovanský přehled⁠(d). Academia, Praga, anul 61, nr. 3, 1975, pp. 161–175
- „V předvečer Pražského povstání” („În ajunul Insurecției din Praga”). // Slovanský přehled⁠(d). Academia, Praga, anul 61, nr. 2, 1975, pp. 81–106
- „Klement Gottwald stratég revoluce” („Klement Gottwald, strateg al revoluției”). // Slovanský přehled⁠(d). Academia, Praga, anul 63, nr. 1, 1977, pp. 1–23
- „Velká říjnová socialistická revoluce a revoluční proces v Československu” („Marea Revoluție Socialistă din Octombrie și procesul revoluționar din Cehoslovacia”). // Slovanský přehled⁠(d). Academia, Praga, anul 63, nr. 4–5, 1977, pp. 257–274
- „Přerůstání národní a demokratické revoluce v socialistickou. Vítězný únor 1948” („Transformarea revoluției naționale și democratice într-una socialistă. Victoriosul Februarie 1948”). // Slovanský přehled⁠(d). Academia, Praga, anul 64, nr. 1, 1978, pp. 1–24.
- „60. výročí Velké říjnové socialistické revoluce a Československo” („A LX-a aniversare a Marii Revoluții Socialiste din Octombrie și Cehoslovacia"”). // Slovanské historické studie. Československo-sovětský institut ČSAV, Praga, anul 12, 1979, pp. 5–21
- „Československá zahraniční politika a Mnichov 1938” („Politica externă a Cehoslovaciei și München 1938”). // Slovanský přehled⁠(d). Academia, Praga, anul 65, nr. 1, 1979, pp. 1–12
- „Karel IV. a naše doba” („Carol al IV-lea și timpurile noastre”). // Slovanský přehled⁠(d). Academia, Praga, anul 65, nr. 2, 1979, pp. 169–176
- „Poznámky k literatuře o československých dějinách 1939–1945” („Note despre literatura referitoare la istoria Cehoslovaciei din 1939–1945”). // Slovanský přehled⁠(d). Československo-sovětský institut ČSAV, Praga, anul 66, nr. 3, 1980, pp. 177–185.
- „V. sjezd československých historiků” („La Congresul Istoricilor Cehoslovaci”). // Slovanský přehled⁠(d). Československo-sovětský institut ČSAV, Praga, anul 68, nr. 3, 1982, pp. 228–233. [Praga, 19.2–21.2.1982]

## Notă explicativă
1. ↑  Justificarea demisiei sale a fost următoarea: „În ultimii optsprezece ani, am avut o participare ideologică în dezvoltarea sistemului socialist din Cehoslovacia și simt o coresponsabilitate morală pentru toate reușitele și greșelile sale, pentru victoriile și înfrângerile sale. Având în vedere curentele critice actuale, consider că este de dorit ca institutul pe care îl conduc să nu fie asociat cu activitatea mea publică anterioară.” (vezi Roman Šperňák, Bojovník proti revizionismu. Václav Král v kontextu české marxistické historiografie, Jihočeská univerzita, České Budějovice, 2009, p. 28.).